# Tensai Okamura

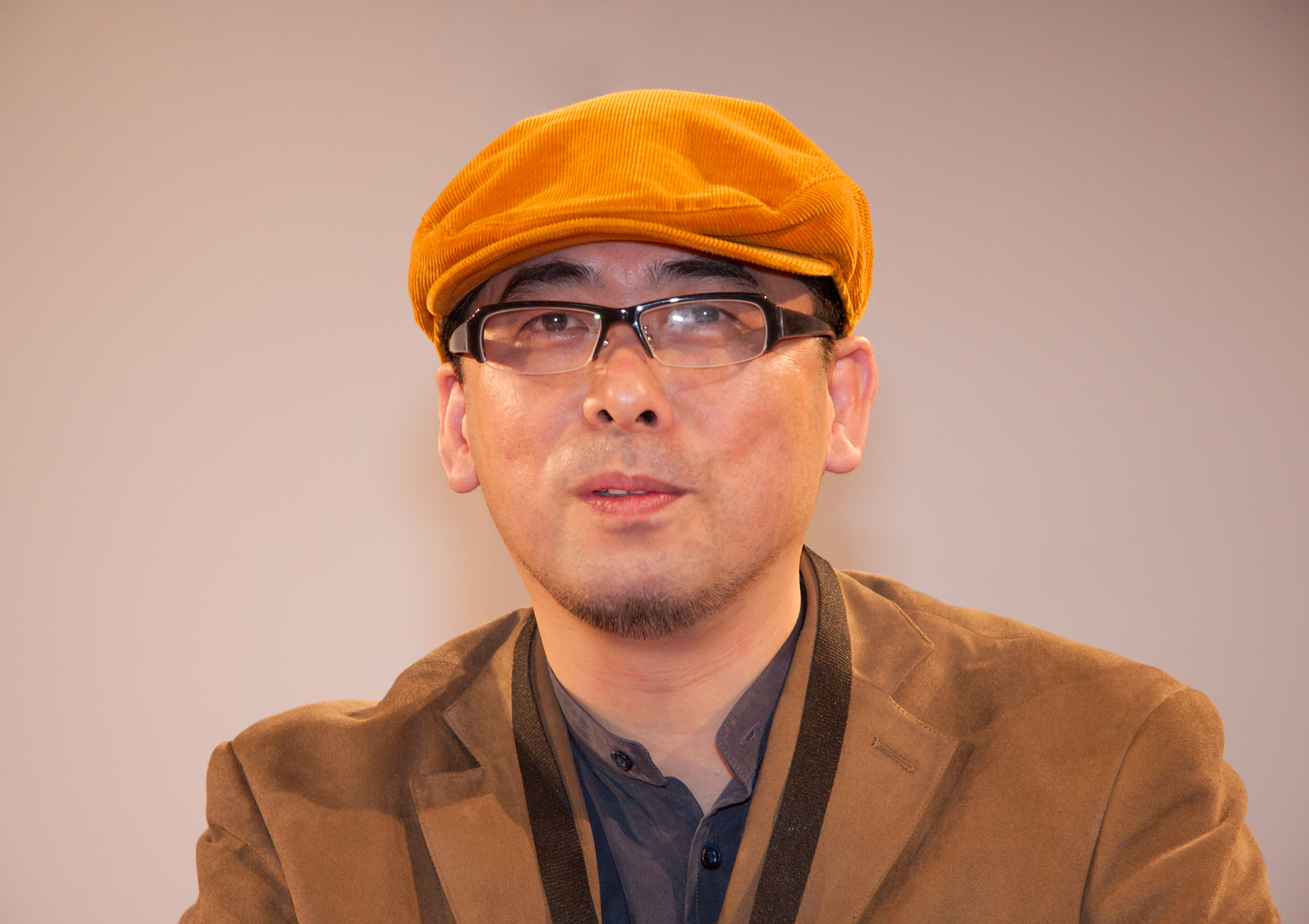
Tensai Okamura bei der Chibi Japan Expo 2007 in Paris

Tensai Okamura (jap. 岡村 天斎, Okamura Tensai, bürgerlich: Yutaka Okamura (岡村 豊, Okamura Yutaka); * 13. Dezember 1961 in der Präfektur Fukushima) ist ein japanischer Regisseur und Animator.

## Leben
Tensai Okamura wuchs in Yokohama auf und studierte an der Waseda-Universität. Nach dem Abschluss der Universität fing Tensai Okamura als Animator beim Studio Madhouse an. 1995 hatte er sein Regiedebüt in dem Film Memories. Für den aus drei Kurzfilmen bestehenden Film drehte er die zweite Episode namens Stink Bomb.
Später verließ er Madhouse und arbeitete seitdem an verschiedenen Projekten.

## Filmografie (Auswahl)

### Als Animator
- 1993: Ninja Scroll
- 1994: Blue Seed
- 1995: Ghost in the Shell
- 1997: Neon Genesis Evangelion: The End of Evangelion
- 2000: Jin-Roh

### Als Regisseur
- 1995: Memories
- 2003: Wolf’s Rain
- 2005: Naruto – The Movie: Geheimmission im Land des ewigen Schnees (Gekijōban Naruto: Daikatsugeki! Yukihime Ninpōchō Dattebayo!!, erster Kinofilm zu Naruto)
- 2006: Project Blue Earth SOS
- 2007: Darker than Black
- 2011: Ao no Exorcist
- 2014: Sekai Seifuku – Bōryaku no Zvezda
- 2014: Nanatsu no Taizai